# 阿利亚加
阿利亚加，是西班牙阿拉贡自治区特鲁埃尔省的一个市镇。总面积197平方公里，总人口397人（2001年），人口密度2人/平方公里。